# Tour du Frioul-Vénétie Julienne
Le Tour du Frioul-Vénétie Julienne (en italien : Giro della Regione Friuli Venezia Giulia) est une course cycliste par étapes italienne disputée dans le Frioul-Vénétie Julienne. Créé en 1962, il était réservé aux coureurs amateurs jusqu'en 2004. Il n'a pas été disputé en 1976 en raison du tremblement de terre du Frioul qui s'est produit le 6 mai 1976. Après une édition 2005 annulée à cause de difficultés économiques, il a intégré l'UCI Europe Tour en 2006, en catégorie 2.2. Il est par conséquent ouvert aux équipes continentales professionnelles italiennes, aux équipes continentales, à des équipes nationales et à des équipes régionales ou de clubs. Les UCI ProTeams (première division) ne peuvent pas participer.

## Palmarès
| Année     | Vainqueur                                          | Deuxième                                           | Troisième                                          |
| --------- | -------------------------------------------------- | -------------------------------------------------- | -------------------------------------------------- |
| 1962      | Giovanni De Franceschi                             | Franco Bonilauri                                   | Felice Adami                                       |
| 1963      | Felice Gimondi                                     |                                                    |                                                    |
| 1964      | Giovanni De Franceschi                             | Emilio Casalini                                    | Giuseppe Grassi                                    |
| 1965      | Marino Basso                                       |                                                    |                                                    |
| 1966      | Giuseppe Bolzan                                    |                                                    |                                                    |
| 1967      | Emilio Santantonio                                 | Attilio Rota                                       | Pietro Piccin                                      |
| 1968      | Giorgio Mantovani                                  | Pietro Piccin                                      | Sandro Quintarelli                                 |
| 1969      | Alessio Peccolo                                    | Paolo Mazzer                                       |                                                    |
| 1970      | Tommaso Giroli                                     |                                                    |                                                    |
| 1971      | Giovanni Dalla Bona                                | Antonio Tavola                                     | Giovanni Battaglin                                 |
| 1972      | Alessio Peccolo                                    | Gaetano Juliano                                    | Bruno Buffa                                        |
| 1973      | Alfredo Chinetti                                   |                                                    |                                                    |
| 1974      | Mario Gualdi                                       |                                                    |                                                    |
| 1975      | Phil Edwards                                       | Pierluigi Fabbri                                   | Alan Spokes                                        |
| 1976      | annulé en raison du tremblement de terre du Frioul | annulé en raison du tremblement de terre du Frioul | annulé en raison du tremblement de terre du Frioul |
| 1977      | Claudio Corti                                      |                                                    |                                                    |
| 1978      | Tullio Bertacco                                    |                                                    |                                                    |
| 1979      | Claudio Gosetto                                    |                                                    |                                                    |
| 1980      | Maurizio Piovani                                   |                                                    |                                                    |
| 1981      | Claudio Argentin                                   |                                                    |                                                    |
| 1982      | Massimo Saccani                                    |                                                    |                                                    |
| 1983      | Maurizio Bonizzatto                                |                                                    |                                                    |
| 1984      | Claudio Chiappucci                                 |                                                    |                                                    |
| 1985      | Bruno Bulić                                        |                                                    |                                                    |
| 1986      | Federico Longo                                     |                                                    |                                                    |
| 1987      | Ivan Parolin                                       |                                                    |                                                    |
| 1988      | Gianluca Zanini                                    |                                                    |                                                    |
| 1989      | Carlo Benigni                                      |                                                    |                                                    |
| 1990      | Vincenzo Galati                                    |                                                    |                                                    |
| 1991      | Gilberto Simoni                                    |                                                    |                                                    |
| 1992      | Cristian Zanolini (nl)                             |                                                    |                                                    |
| 1993      | Gilberto Simoni                                    |                                                    |                                                    |
| 1994      | Rudy Mosole                                        |                                                    |                                                    |
| 1995      | Marco Fincato                                      |                                                    |                                                    |
| 1996      | Rodolfo Ongarato (nl)                              | Michele Favaron                                    | Stefano Finesso                                    |
| 1997      | Rodolfo Ongarato (nl)                              | Mirko Marini                                       | Raffaele Luongo                                    |
| 1998      | Danilo Di Luca                                     | Isidoro Colombo                                    | Fabrizio Baldo                                     |
| 1999      | Aleksandar Nikačević                               |                                                    |                                                    |
| 2000      | Raffaele Ferrara                                   |                                                    |                                                    |
| 2001      | Ruslan Pidgornyy                                   |                                                    |                                                    |
| 2002      | Luca Solari                                        | Giuseppe Muraglia                                  | Alessandro Ballan                                  |
| 2003      | Ruslan Pidgornyy                                   | Alessandro Ballan                                  | Maxim Rudenko                                      |
| 2004      | Matej Mugerli                                      | Hrvoje Miholjević                                  | Paolo Bailetti                                     |
| 2005      | Non organisé                                       | Non organisé                                       | Non organisé                                       |
| 2006      | Boris Shpilevsky                                   | Gianluca Coletta                                   | Darwin Urrea                                       |
| 2007      | Alexander Filippov                                 | Vladimir Kerkez                                    | Simone Stortoni                                    |
| 2008      | Hrvoje Miholjević                                  | Robert Vrečer                                      | Luca Gasparini                                     |
| 2009      | Gianluca Brambilla                                 | Pavel Kochetkov                                    | Giuseppe Pecoraro                                  |
| 2010      | Vegard Stake Laengen                               | Carlos Manarelli                                   | Matteo Busato                                      |
| 2011      | Matteo Busato                                      | Carmelo Pantò                                      | Axel Domont                                        |
| 2012      | Diego Rosa                                         | Bob Jungels                                        | Edoardo Zardini                                    |
| 2013      | Jan Polanc                                         | Daniele Dall'Oste                                  | Ivan Rovny                                         |
| 2014      | Simone Antonini                                    | David Wöhrer                                       | Rasmus Quaade                                      |
| 2015      | Gaëtan Bille                                       | Stephan Rabitsch                                   | Colin Stüssi                                       |
| 2016-2017 | Non organisé                                       | Non organisé                                       | Non organisé                                       |
| 2018      | Tadej Pogačar                                      | Dmitry Sokolov                                     | Andrea Di Renzo                                    |
| 2019      | Clément Champoussin                                | Mattia Bais                                        | Simon Pellaud                                      |
| 2020      | Andreas Leknessund                                 | Alexis Guérin                                      | Roger Adrià                                        |
| 2021      | Jonas Rapp                                         | José Félix Parra                                   | Antonio Puppio                                     |
| 2022      | Emiel Verstrynge                                   | Nicolò Buratti                                     | Davide Toneatti                                    |
| 2023      | Francesco Galimberti                               | Raffaele Mosca                                     | Owen Geleijn                                       |
| 2024      | Jørgen Nordhagen                                   | Giulio Pellizzari                                  | Pablo Torres                                       |